# Глэдстоун Гусак
Глэдстоун Гусак (англ. Gladstone Gander — Глэдстоун Гэндер) — персонаж, созданный студией Walt Disney. Это антропоморфный гусак, который обладает исключительной удачей, которая дает ему всё, что он желает, а также защищает его от любого вреда. Это отличает Глэстоуна от его двоюродного брата Дональда Дака, который часто имеет характерную особенность: ему очень не везёт. Глэдстоун также соперничает с Дональдом за любовь Дейзи Дак. Гусак часто изображается в костюме; на нем галстук-бабочка, федора и гетры. У него кудрявая прическа.

## Происхождение
Глэдстоун Гусак впервые появился в комиксе «Wintertime Wager» в Комиксах и Историях Уолта Диснея #88 (январь, 1948), сочиненном и нарисованным Карлом Барксом. В этой истории Глэдстоун приходит в дом Дональда Дака в морозный рождественский день, чтобы напомнить ему о пари, которое Дональд заключил прошлым летом; Дак поспорил, что он сможет искупаться в озере Фрозенбир на Рождество или ему придётся отдать свой дом Глэдстоуну. Дональд в конце концов проигрывает пари, но позже Глэдстоун тоже проигрывает свое собственное пари, и, таким образом, дом Дональда возвращается своему первоначальному владельцу.
Баркс постепенно развил личность и манеру поведения Гладстона после его первого появления и использовал его довольно часто — в 24 рассказах между 1948 и 1953 годами, в первые пять лет его существования. В своих первых трёх появлениях в 1948 году он был изображен как зеркальное отражение Дональда: Глэдстоун такой же упрямый хвастун, возможно, чуть более высокомерный, но ещё не обладающий свойственной ему удачей. В своих следующих двух появлениях Гусак изображается просто ленивым и раздражительным, а также легковерным. Его удачливая личность проявляется в 1949 году в истории «Race to the South Seas!» (Марш комиксов № 41).

## Характер
Удача Глэдстоуна бросает вызов вероятности и дает ему все, что принесет ему пользу или удовольствие; а также вещи, которые он специально желает, которые иногда связаны с сюжетом некоторых историй. Это может варьироваться от нахождения кошельков и других ценностей на тротуаре до кусочков разорванной карты сокровищ. Его удача также защищает его от любого вреда.
Однако, несмотря на всю свою удачу, у Глэдстоуна нет достижений, которыми можно было бы гордиться, и нет истинных амбиций. Это все из-за того, что ему не нужно прилагать ни малейших усилий, чтобы получить то, что он хочет, так как его удача просто даст ему это в конце концов. Он также часто не извлекает никаких жизненных уроков из любых несчастий, которые он мог бы испытать. Это приводит его к крайней лени. Всё это резко контрастирует с его родственником Скруджем Макдаком, который также удачлив, но ещё и очень трудолюбив; он гордится тем, что создал свое состояние собственными усилиями и опытом. Вместо этого Гусак часто гордится своей легкостью и выражает большое беспокойство, не предаст ли он эти идеалы.
Его точное отношение к семье Дональда Дака долгое время оставалось неясным. В семейном древе 1950 года Баркса он был сыном Гуся Люка и Дафны Дак, которые умерли от переедания на благотворительном пикнике. Позже он был усыновлён Матильдой Макдак и Густавом Гусаком. Баркс отказался от этой идеи в дальнейшем. По версии Дона Росы, его родители — Дафна Дак (тётя Дональда Дака по отцовской линии) и Густав Гусак.

## Появления в анимации
Глэдстоун появляется в «Утиных историях». Есть два эпизода, где он на главной роли — «Dime Enough for Luck» и «Dr. Jekyll & Mr. McDuck», также он делает камео в двух других эпизодах. Он озвучен Робом Полсеном. В этих эпизодах Глэдстоун не так заносчив, как в комиксах, мультсериал сфокусировал внимание на его беззаботности, и также его сделали немного глупым.
Гусак делает камео в эпизоде «Дома Микки», который называется «Goofy For A Day».
Он также появляется в перезапуске «Утиных историй», делая свой дебют в серии «The House of the Lucky Gander!». В этом мультсериале он озвучен Полом Ф. Томпкинсом. Здесь его личность приближается к той, что он имеет в комиксах.